# Octomeria warmingii
Octomeria warmingii är en orkidéart som beskrevs av Heinrich Gustav Reichenbach. Octomeria warmingii ingår i släktet Octomeria och familjen orkidéer. Inga underarter finns listade i Catalogue of Life.